# Hendrickson Peak
Hendrickson Peak är en bergstopp i Antarktis. Den ligger i Västantarktis. Inget land gör anspråk på området. Toppen på Hendrickson Peak är 2 012 meter över havet.
Terrängen runt Hendrickson Peak är huvudsakligen kuperad, men söderut är den platt.  Trakten är obefolkad. Det finns inga samhällen i närheten.